# Гарвански блата
Гарвански блата е защитена местност в България. Намира се в землището на селата Гарван и Попина, област Силистра. Обхваща земите, намиращи се на североизток от с. Гарван по дигата на река Дунав. На тази територия се намират три блата – Лещава, Момчила и блатото, което граничи непосредствено със селото.
Защитената местност е с площ 280 ha. Обявена е на 6 август 1985 г. с цел опазване на естествени местообитания на редки водоплаващи птици и растителни видове.
В защитената местност се забранява:
- провеждане на дейности, с които се изменя естествения облик на местността или водния и режим;
- късането или изкореняването на растенията;
- палене на огън и опожаряване на тръстиката и другата растителност;
- внасяне и развъждане на различни видове животни или растения без съгласуване с Министерството на околната среда и водите и БАН;
- убиване, улавяне и безпокоене на птиците, разваляне на гнездата и събиране на яйцата им;
- ловуването;
- замърсяване на водите;
- всякакво строителство.[1]

Разрешава се:
- косене на тръстиката и папура от ДИП „Камъшит“ – Силистра, в периода от 15 октомври до 15 февруари;
- засаждане на хидрофилна дървесна растителност с цел подобряване условията за гнездене на птиците;
- регулиране числеността на дивата свиня и хищниците в периода от 1 октомври до 31 януари;
- спортен риболов в периода от 1 август до 15 февруари;
- мероприятия за поддържане на необходимото водно ниво в блатния комплекс, съгласувано с Министерството на околната среда и водите и БАН.[1]